# Matyas Szabo
Matyas Szabo (n. 19 august 1991, Brașov, România) este un scrimer german de origine română specializat pe sabie. A fost laureat cu aur pe echipe la Campionatul Mondial de Scrimă din 2014 de la Kazan, la Campionatul European de Scrimă din 2015 de la Montreux  și Campionatul European de Scrimă din 2019 de la Düsseldorf. Este fiul campionilor români la scrimă Vilmoș și Reka Szabo.

## Carieră
Matyas este fiul cel mare al lui Vilmoș Szabo, laureat cu bronz la Jocurile Olimpice de vară din 1984 la sabie pe echipe, și Reka Szabo, laureată cu bronz la Jocurile Olimpice de vară din 1992 și cu argint la cele din 1992 la floretă pe echipe. Sunt amândoi brașoveni și etnici maghiari. S-au mutat în Germania când Matyas era de doi ani, pentru a deveni antrenori de scrimă la clubul TSV Bayer Dormagen.
S-a apucat de scrimă la vârsta de patru ani: datorită profesiei părinților săi, era aproape mereu pe planșe. Și-a ales sabia, urmându-l pe tatăl sau, pentru că singurii floretiști la TSV Dormagen erau fete. A concurat mai întâi pentru România. Sub tricolorul național a câștigat medalia de argint la Campionatul European din 2008 pentru cadeți de la Rovigo, fiind învins în finală de maghiarul Nikolász Iliász.
Când a devenit major în anul 2009, Matyas Szabo a decis să ia cetățenia germană: vorbește germană, maghiară și engleză, dar nu și română. După Abitur s-a alăturat secției de sport la Bundeswehr și a fost selectat în lotul Germaniei, antrenat de tatăl său. Sub steagul Germaniei a cucerit medalia de aur pe echipe la Campionatul European pentru juniori din 2010 de la Lobnya și la Campionatul Mondial pentru juniori din 2010 de la Baku. În anul următor a devenit campion mondial junior la individual și pe echipe la Marea Moartă. Pentru acest rezultat a fost numit cel mai bun sportiv junior al anului 2011 de către Deutsche Sporthilfe.

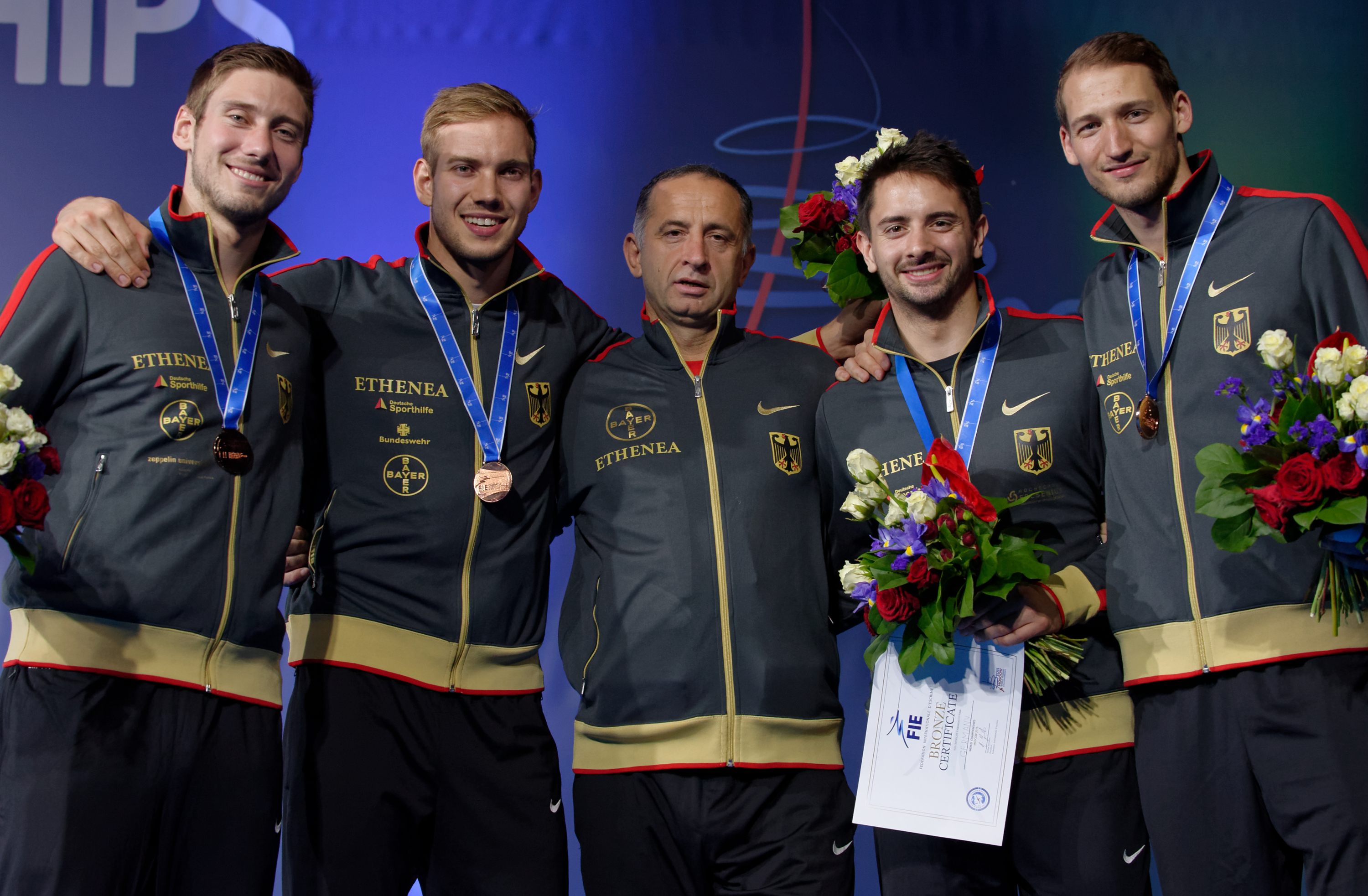
Szabo (al doilea la dreapta), tatăl și antrenorul său, și colegi la CM din 2015

A concurat pentru prima dată cu lotul național de seniori la Campionatul European din 2012 de la Legnano. Germania a fost învinsă de România în semifinală, dar a câștigat „finala mică„ cu Italia, obținând medalia de bronz. A cucerit prima medalie sa la o etapă de Cupa Mondială în 2012-2013 după ce l-a învins pe campionul olimpic Áron Szilágyi la Challenge Chicago. La Campionatul European din 2013 s-a oprit în turul al doilea, după ce a pierdut în față francezul Vincent Anstett. La proba pe echipe Germania a fost învinsă de Ungaria în primul tur și s-a clasat pe locul 5. La prima participare la un Campionat Mondial Matyas Szabo nu l-a putut învinge italianul Luigi Samele. La proba pe echipe Germania a pierdut strâns cu Rusia în sferturile de finală și a terminat pe locul 5. Matyas Szabo a încheiat sezonul pe locul 17 în clasamentul mondial.
În sezonul 2012-2013 a câștigat o medalie de bronz la Cupa Mondială de la Moscova. A cedat în turul al doilea la Campionatul European din 2014 de la Strasbourg în fața maghiarului András Szatmári. La proba pe echipe, Germania a ratat la o singură tușă cu Italia prezența în finală. A învins Belarus în finala mică și s-a mulțumit cu bronzul. La Campionatul Mondial din 2014 de la Kazan Matyas Szabo a fost eliminat în tabloul de 32 de românul Tiberiu Dolniceanu. La proba pe echipe, Germania, capul de serie nr.4, a trecut ușor de China și Statele Unite, apoi de Rusia în semifinală, și a întâlnit în finala echipa campioană olimpică, Coreea de Sud. Max Hartung, Nicolas Limbach, Benedikt Wagner și Matyas Szabo s-au impus cu scorul de 45–41, câștigând titlul mondial la sabie masculin pentru prima dată din istoria scrimei germane.
Începutul sezonului 2012-2013 a fost slab, dar Matyas Szabo și-a redobândit succesul în mai 2015 cu o medalia de argint la Grand Prix-ul de la Moscova, fiind învins în finală de Tiberiu Dolniceanu. La Campionatul European de la Montreux, a ajuns în sferturile de finală, unde a pierdut cu rusul Nikolai Kovaliov și s-a clasat pe locul 8. La proba pe echipe, Germania s-a împuns în finală în față Germaniei, cucerind medalia de aur. La Campionatul Mondial de la Moscova, a fost bătut în turul al doilea de italianul Luca Curatoli. La proba pe echipe, Germania nu a putut să-și apere titlu, fiind învinsă de Rusia în semifinală. A trecut de Franța în finală mică și s-a mulțumit cu medalia de bronz.
La Campionatul European din 2019 de la Düsseldorf a cucerit medalia de aur cu echipa Germaniei.

## Palmares
Clasamentul la Cupa Mondială
| An  | 2009 | 2010 | 2011 | 2012 | 2013 | 2014 | 2015 |
| --- | ---- | ---- | ---- | ---- | ---- | ---- | ---- |
| Loc | 269  | 136  | 109  | 55   | 17   | 26   | 15   |

## Legături externe
- Prezentare la Federația Germană de Scrimă
- Prezentare Arhivat în 12 august 2014, la Archive.is la Confederația Europeană de Scrimă
- en Matyas Szabo la Olympedia.org